# 16 Dolnośląska Brygada Obrony Terytorialnej
16 Dolnośląska Brygada Obrony Terytorialnej im. ppłk. Ludwika Marszałka, ps. „Zbroja” (16 DBOT) – związek taktyczny Wojsk Obrony Terytorialnej Wojska Polskiego.

## Historia
Pod koniec września 2019 roku rozpoczęto tworzenie struktur 16 Dolnośląskiej Brygady WOT na Dolnym Śląsku.
Decyzją Nr 120/MON z dnia 24 sierpnia 2020 r. jednostce nadano imię ppłk. Ludwika Marszałka, ps. „Zbroja”.
Decyzją Nr 36/MON z dnia 23 marca 2021 r. ustanowiono święto jednostki na dzień 26 marca.

## Struktura organizacyjna
- Dowództwo brygady – Wrocław
- 161 batalion lekkiej piechoty – Wrocław
- 162 batalion lekkiej piechoty – Głogów
- 163 batalion lekkiej piechoty – Wałbrzych

Insygnia
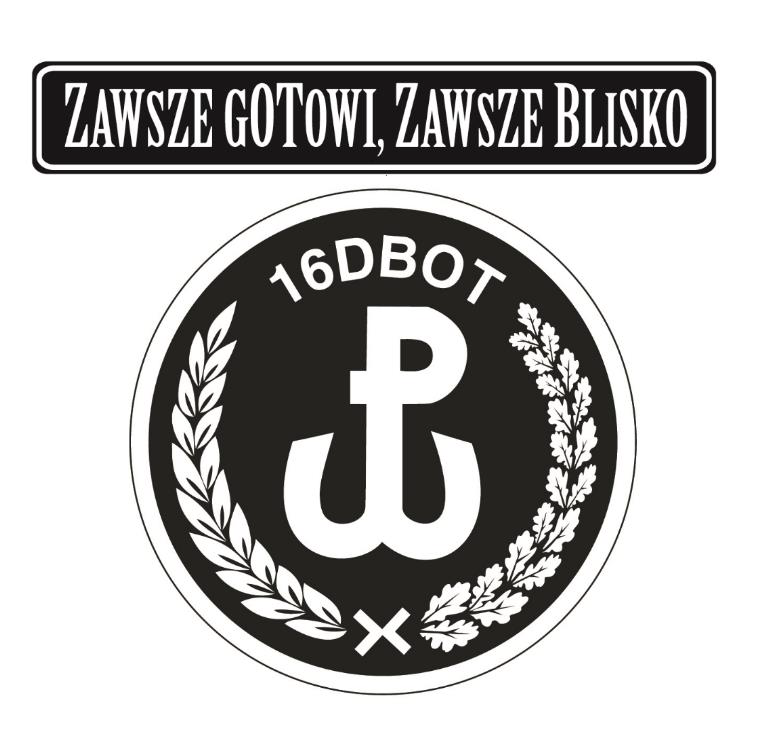
Oznaka rozpoznawcza na mundur wyjściowy
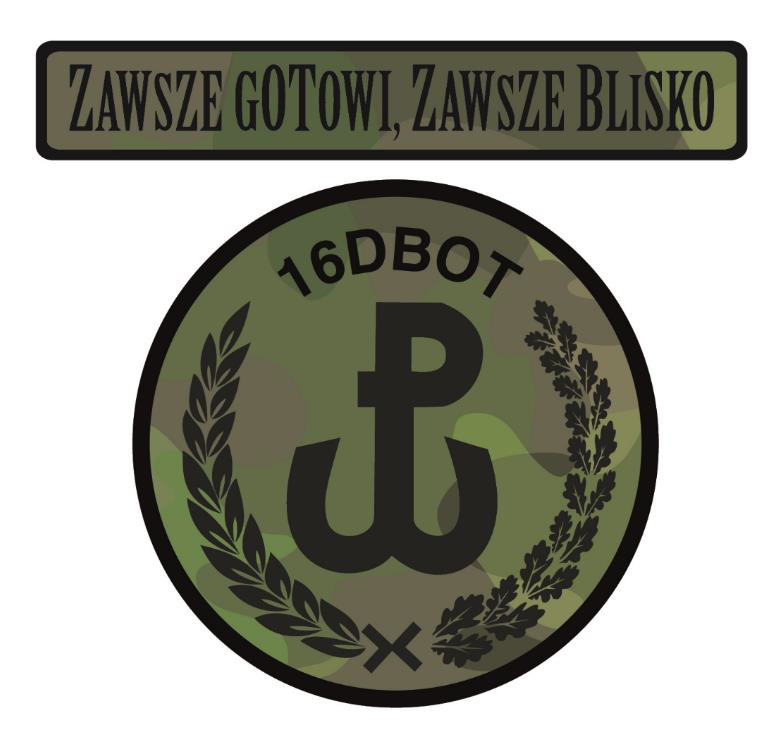
Oznaka rozpoznawcza na mundur polowy

## Dowódcy brygady
- płk Artur Barański (2019–2023)[2][5]
- płk Edward Chyła (18.09.2023–obecnie)[5]